# بمبلی ۱۷۶۹۶
سیارک ۱۷۶۹۶ (به انگلیسی: 17696 Bombelli، نامگذاری:1997EH8) هفده هزار و ششصد و نود و ششمین سیارک کشف شده‌است که در ۸ مارس ۱۹۹۷ کشف شد.
قدر مطلق سیارک برابر ۱۳٫۲۰ است.